# Dana Plato
Dana Michelle Plato, rodným příjmením Strain (7. listopadu 1964 Huntington Park, Kalifornie, USA – 8. května 1999), byla americká herečka. Proslavila se rolí Kimberly Drummondové v sitcomu Diff'rent Strokes (1978–1986), který ji proslavil jako idol teenagerů konce 70. a začátku 80. let.

## Životopis
Dana Michelle Strain se narodila mladé matce a jako dítě byla adoptována. Vyrůstala v San Fernando Valley a před herectvím se věnovala krasobruslení. 

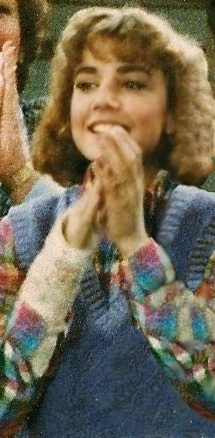
Dana Plato v roce 1983

Její herecká kariéra začala četnými reklamními vystoupeními a v televizi debutovala v deseti letech krátkým účinkováním v seriálu The Six Million Dollar Man (1975). Poté se objevila v hororu Return to Boggy Creek (1977) a v oscarovém snímku Apartmá v Kalifornii (1978). Za své působení v seriálu Diff'rent Strokes byla nominována na cenu Young Artist Awards a dvě ceny TV Land Awards. Po skončení seriálu se sporadicky věnovala práci v nezávislých filmech a béčkových snímcích a objevila se ve videohře Night Trap (1992).
Dana Plato byla dvakrát vdaná. V roce 1984 se jí narodilo dítě v manželství s kytaristou Lannym Lambertem. Po většinu života se potýkala se závislostí na návykových látkách. V roce 1991 byla zatčena za loupež ve videopůjčovně a následující rok za padělání receptu na léky.
Dne 8. května 1999, ve věku 34 let, byla nalezena mrtvá předávkovaná léky na předpis. Její smrt, která byla původně považována za nešťastnou náhodu, byla nakonec označena za sebevraždu.

## Filmografie (výběr)

### Filmy
- Vymítač ďábla 2: Kacíř (1977)
- Return to Boggy Creek (1977)
- Apartmá v Kalifornii (1978)

### Televize
- Diff'rent Strokes (1978–1986)
- Hello, Larry (1979) – 3 epizody
- CHiPs (1979–1980) – 2 epizody

### Videohry
- Night Trap (1992)